# Schwestern der Revolution
Schwestern der Revolution ist ein deutscher Avantgardefilm aus dem Jahr 1969 von Rosa von Praunheim. 

## Handlung
Eine Gruppe von homosexuellen Aktivisten namens „Schwestern der Revolution“ kämpft gegen die Unterdrückung von Frauen.
In den Parallelhandlungen geht es um ein verheiratetes Paar, das sich neu zusammenfinden möchte, und eine Familie, die wegen politischer Konflikte lange Zeit verstritten und voneinander getrennt war.

## Notizen
Der Film hatte 1969 seine Uraufführung beim Internationalen Filmfestival Mannheim und wurde von der Jury mit einem Golddukaten ausgezeichnet. Im Fernsehen wurde Schwestern der Revolution erstmals am 18. November 1969 zeitgleich in allen Dritten Programmen ausgestrahlt.
Der Film wurde unter anderem 1972 im Museum of Modern Art in New York City gezeigt.
Im Jahr 2011 wurde der Film erneut beim Internationalen Filmfestival Mannheim aufgeführt.
Der Regisseur Werner Schroeter übernahm die Regieassistenz bei den Dreharbeiten und spielte selber in dem Film mit. Auch der mit von Praunheim befreundete Regisseur Daniel Schmid beteiligte sich als Off-Sprecher.

## Rezeption
Durch Schwestern der Revolution, von Praunheims größtem filmischen Erfolg bis zu seinem eigentlichen Durchbruch im Jahr 1971, wurde der Regisseur einem breiteren Publikum bekannt und in der deutschen Filmbranche zu einer viel beachteten Nachwuchshoffnung. 
Schwestern der Revolution fand große mediale Beachtung und die Kritiker honorierten von Praunheims neues Werk: „Eine in Deutschland überaus seltene Mischung von künstlerischem Ideenreichtum, sozialkritischem Bewußtsein und Humor.“ (Frankfurter Allgemeine Zeitung)
In der Rückschau erscheint der Film um so bemerkenswerter, weil er seiner Zeit voraus war. Ein „zeichensetzender Film aus dem Jahr 1969“, bezeugte der Standard (2002). Die Cargo-Filmzeitschrift schrieb 2019, der Film würde eine Gender- und Queerness-Theorie entwickeln, ohne von den damals gerade erst einsetzenden Elaborierungen dieser Konzepte schon viel wissen zu können.

## Auszeichnungen
- 1969: Prädikat wertvoll
- 1969: Golddukaten des Internationalen Filmfestivals Mannheim[8]